# Phison
Phison  è una caratteristica di albedo della superficie di Marte.